# Buntschatten und Fledermäuse
Buntschatten und Fledermäuse – Leben in einer anderen Welt ist die 2002 erschienene Autobiographie des deutschen Schriftstellers Axel Brauns.

## Handlung
In seiner Autobiographie beschreibt Axel Brauns sein Leben mit dem Autismus.
Mit zwei Jahren werden für ihn die Menschen, Gestik und Sprache fremd. Er beginnt, zwei Sorten von Menschen zu unterscheiden. Menschen, die er angenehm findet, nennt er Buntschatten, und die anderen sind für ihn Fledermäuse. Dass die Grenzen dieser Zuordnung jedoch fließend sind, zeigt sich, wenn dieselbe Person mal als Buntschatten, mal als Fledermaus empfunden wird.
Brauns kann nicht zwischen Ernst und Witz unterscheiden und neigt dazu, für ihn neue Wörter zu wiederholen, weswegen er Papagei genannt wird. Auch weist er eine besondere Vorliebe für Muster, Texturen, Lichteffekte und Routinen auf. So betätigt er beispielsweise stundenlang Lichtschalter und erfreut sich daran, wie Helligkeit und Dunkelheit sich abwechselnd zeigen.
Sein älterer Bruder nennt ihn Dummbart, weil er meint, dass Axel nie lernen wird. Gegenüber anderen Kindern nimmt er Axel jedoch in Schutz und bringt ihm all das bei, was ein Kind wissen muss, um bei den Nachbarskindern akzeptiert zu sein. Die Haha (Axels Mutter) will ihm helfen, mit der Umwelt klarzukommen und fördert ihn mit einer Mischung aus hingebungsvoller Liebe und mütterlicher Strenge. Der Dachs (Axels Vater) ist als Selbstständiger erfolgreich und erfüllt ihm seinen sehnlichsten Wunsch: eine eigene Sandkiste. 
In späteren Jahren beginnt Brauns langsam, aber sicher, von allein aus sich herauszukommen, und beginnt seine Familie, seine Lehrer und Mitschüler mit seinen Fähigkeiten und seinem Gedächtnis zu verblüffen. Er kennt nun ein paar Ziele für sein Leben: Das Abitur bekommen, eines Tages zu studieren und die Liebe kennenzulernen.

## Auszeichnungen
Schon für den ersten Auszug seiner Autobiographie erhielt Axel Brauns im Jahr 2000 einen der Hamburger Förderpreise für Literatur und literarische Übersetzungen und im Jahr 2003 wurde er für den Deutschen Bücherpreis nominiert. Sein Buch kam auf die Bestsellerliste des Spiegel-Magazins.